# Gia tộc Tokugawa
Gia tộc Tokugawa (徳川氏 Đức Xuyên thị) là một gia đình daimyo hùng mạnh ở Nhật Bản. Họ là hậu duệ của Thiên hoàng Seiwa (850-880) và là một chi của gia tộc Minamoto (Seiwa Genji) qua gia tộc Nitta.
Minamoto no Yoshishige (+1202), cháu nội của Minamoto no Yoshiie (1041-1108), là người đầu tiên lấy cái tên Nitta. Ông cùng với người anh em họ của mình là Minamoto no Yoritomo chống lại gia tộc Taira (1180) và cùng nhau lập nên Mạc phủ Kamakura.
Nitta Yoshisue, con trai thứ tư của Yoshishige, định cư ở Tokugawa (tỉnh Kozuke) và lấy nơi này làm họ của mình.
Tokugawa Chikauji là hậu duệ thứ 8 của Yoshisue. Ông chứng kiến sự sụp đổ của nhà Nitta trong cuộc chiến chống lại nhà Ashikaga; ông định cư ở Matsudaira (tỉnh Mikawa).
Yasuchika (1369-1412), con trai của Chikauji, lấy họ là Matsudaira. Ông nắm giữ lâu đài Iwatsu, sau đó là lâu đài Okazaki, và củng cố quyền thống trị của gia đình mình ở tỉnh Mikawa.
Ieyasu (1542-1616) là cháu đời thứ 7 của Yasuchika. Năm 1567, ông được Thiên Hoàng cho phép lấy lại cái tên Tokugawa. Bằng việc này, ông tuyên bố mình là hậu duệ của gia tộc Minamoto.
Gia tộc vươn đến đỉnh cao quyền lực vào cuối thời Sengoku, và họ thống trị Nhật Bản với tước hiệu shogun cho đến hết thời Edo. Tổng cộng có 15 Shogun Tokugawa. Sự thống trị của họ vững chắc đến mức một số sách lịch sử đã dùng cụm từ "thời đại Tokugawa" thay cho "thời kỳ Edo".
Thêm nữa, người đứng đầu của gosanke (ba nhánh với các phiên) ở Owari, Kishū, và Mito) cũng lấy họ là Tokugawa. Các nhánh khác trở thành các gosankyō: các họ Tayasu, Hitotsubashi, và Shimizu Tokugawa. Nhiều daimyo có họ Matsudaira là hậu duệ của nhà Tokugawa. Ví dụ như nhà Matsudaira ở Fukui và Aizu. Thành viên của gia tộc Tokugawa thông hôn với các daimyo hùng mạnh và với cả Hoàng gia Nhật Bản.
Lăng mộ chính của gia tộc là Tōshō-gū ở Nikkō, và ngôi đền của gia tộc Kan'ei-ji ở Tokyo.
Gia huy của gia tộc Tokugawa, "hoa thục quỳ ba cánh", là một biểu tượng rất dễ nhận ở Nhật Bản, biểu tượng cho các phần bằng nhau của gia tộc Tokugawa và Mạc phủ cuối cùng. Trong jidaigeki, gia huy thường được dùng để xác định các câu chuyện thời Edo. Trong các tác phẩm xuất bản thời Minh Trị Duy Tân, gia huy này được dùng để báo hiệu lòng trung thành đối với Shogun—đối nghịch với những người bảo hoảng, với gia huy hình bông cúc của Hoàng thất.

## Các thành viên gia đình
- Tokugawa Ieyasu
- Tokugawa Hidetada
- Tokugawa Nobuyasu
- Yuki Hideyasu
- Matsudaira Ietada
- Matsudaira Tadaaki
- Matsudaira Tadanao
- Matsudaira Tadatsune
- Tokugawa Mitsukuni

## Thuộc hạ

### Các gia tộc
- Gia tộc Abe ở Mikawa
- Gosankyo
- Gia tộc Baba
- Gia tộc Honda
- Gia tộc Ii
- Gia tộc Ishikawa
- Gia tộc Sakai

### Các thuộc hạ quan trọng
| - Abe Masakatsu - Akamatsu Norifusa - Akaza Naoyasu - Amano Yasukage - Ando Naotsugu - Ando Shigenobu - Aoyama Tadanari - Ariyama Toyouji - Asano Nagaakira - Baba Nobushige - Fukushima Masanori - Fukushima Masayori - Furuta Shigekatsu - Hattori Hanzo - Hattori Masanari - Hiraiwa Chikayoshi | - Hirose Kagefusa - Hisamitsu Sadakatsu - Honda Hirotaka - Honda Masanobu - Honda Masazumi - Honda Narishige - Honda Shigetsugu - Honda Tadakatsu - Honda Tadamasa - Honda Tadatoki - Honda Tadatsugu - Honda Tadazumi - Honda Yasushige - Honda Yasutoshi - Hoshina Masamitsu - Hoshina Masanao | - Hoshina Masatoshi - Ii Naomasa - Ii Naotaka - Ii Naotsugu - Ina Tadatsugu - Ishikawa Kazumasa - Ishin Suden - Kikkawa Hiroie - Kobayakawa Hideaki - Koriki Kiyonaga - Kutsuki Mototsuna - Mizuno Nobutomo - Naito Ienaga - Naito Nobunari - Natsume Yoshinobu - Ogasawara Ujisuke | - Ogawa Suketada - Okubo Tadayo - Okubo Tadasuke - Okubo Tadachika - Okubo Nagayasu - Okudaira Sadamasa - Sakai Tadatsugu - Sakakibara Yasumasa - Suganuma Sadamitsu - Torii Tadayoshi - Torii Mototada - Uemura Masakatsu - Wakisaka Yasuharu - Watanabe Moritsuna |  |